# Brian Griffin (photographe)
Pour les articles homonymes, voir Brian Griffin (homonymie).
Brian Griffin, né le 13 avril 1948 à Birmingham (Angleterre) et mort le 29 janvier 2024, est un photographe britannique. Il est réputé comme portraitiste et pour son travail dans l'industrie musicale (pochettes de disques et vidéos).

## Biographie

### Contexte familial, travail, études …
Brian Griffin naît le 13 avril 1948 à Birmingham (Midlands de l’Ouest). Entre 1959 et 1964, Brian suit ses études à la Halesowen Technical School (Earls High School (en)). Il est issu d'un milieu populaire et, à l'âge de 16 ans, ses parents le retirent de l'école et il travaille jusqu'à 21 ans dans divers bureaux et usines, entre autres dans une fabrique de tapis roulants mécaniques de la British Steel, puis, en 1969, après avoir pris des cours du soir, devient ingénieur pour l'industrie nucléaire, avant de reprendre des études mais cette fois de photographie au Manchester College of Art and Design, jusqu'en 1972.
Par la suite, il travaille encore huit mois dans la sidérurgie avant de devenir photographe indépendant.

### Publicité et magazines
Brian Griffin travaille dans la presse, d'abord engagé par le magazine Management Today, puis collabore à The Sunday Times Magazine, The Face, Time Out, The Observer Magazine, L’Uomo Vogue ; il  travaille également dans le secteur de la publicité (photos et publicités télévisées) pour des agences en lien avec de grosses entreprises comme British Airways, Sony, Smirnoff, etc.

### Portraits de stars
Ses premiers travaux pour l'industrie musicale remontent à sa collaboration pour Stiff Records ; Brian Griffin réalise les photographies des couvertures des albums du groupe britannique Depeche Mode (Speak & Spell, A Broken Frame, Construction Time Again, Some Great Reward et Black Celebration), des photos et des vidéos pour, entre autres, Siouxsie and the Banshees, Elvis Costello, Iggy Pop, Ringo Starr, Paul Mc Cartney, Peter Gabriel, R.E.M., Kate Bush, Simple Minds, Joe Jackson, Billy Idol, The Psychedelic Furs, King Sunny Ade, Echo and the Bunnymen, Sly and Robbie, Panasonic et Pan Sonic, Tindersticks, Mogwai, Pole, Devo, Throbbing Gristle...

### Brian Griffin Studioet édition
En 1980, Brian Griffin ouvre son propre atelier, le  Brian Griffin  . L'année suivante, son livre Power est mis en page par son ami Barney Bubbles avec lequel il a travaillé pour des pochettes de disques, mais l'éditeur en modifie l'ordonnancement sans les consulter ; Brian décide ensuite de s'auto-publier.

### Pleine lumière
En 1989, Brian Griffin est qualifié « photographe de la décennie » par le quotidien The Guardian, et il est dit « le plus imprévisible et le plus influent portraitiste de ces trois dernières décennies » par le British Journal of Photography.
Il cofonde la société Film Produktion Limited en 1991.
Il est membre honoraire de la Royal Photographic Society, depuis 2006. Il reçoit le Photographic Book Award lors de la Primavera Fotográfica de Barcelone.
En 2008-2009, Brian Griffin est consultant pour le « National Portrait Gallery / BT Road to 2012 Project », et propose un focus sur les personnels travaillant à la réalisation des Jeux olympiques de Londres de 2012.

### Nouveaux intérêts
En 2011, Brian Griffin est chargé de produire une exposition pour le lancement de Marseille – Provence 2013 capitale européenne de la culture. Le 22 mars, il donne une conférence intitulée « Survival and the Creative Photographer » pour le Janet Hall Memorial Lecture et déclare : 

« En 2001, j'ai décidé que je ne photographierai plus pour l'argent et que je trouverai des moyens pour vivre de ma créativité […] Cette conférence montrera et expliquera comment je me suis débrouillé pour y arriver »

.

### Mort
Brian Griffin meurt le 29 janvier 2024 à l’âge de 75 ans.

## Œuvre

### Expositions
- 1978 : Portraits of Our Time, The Photographers’ Gallery, Londres.
- 1984 : Brian Griffin, Olympus Gallery, Tokyo.
- 1987 : Brian Griffin, portraitiste londonien, Rencontres d'Arles.
- 1988 : Work, National Portrait Gallery, Londres ; Impressions Gallery, York ; Tate de Liverpool ; Norwich Arts Centre ; Brewery Arts Centre, Kendal ; Visage Gallery, Chester.
- 2006 : The Water People, Gallerí 100°, Reykjavik (mars-avril).
- 2006 : Collectif, Les troubles du cadre, Galerie du Château d'eau, Toulouse (mai-juin).
- 2007 : The Water People, [space], Londres (octobre-décembre).
- 2009 : Teamphoto et The Water People, 40 ans de ruptures / Rencontres d'Arles.
- 2009 : Olympic Games The Road to 2012, National Portrait Gallery, Londres.
- 2010 : Face to Face, a Retrospective, City of Birmingham (septembre-novembre).
- 2011 :  The Black Country, New Art Gallery, Walsall (avril-juin) ; Collège des Bernardins, Paris (novembre).
- 2011 : Collectif, Right Here, Right Now, Quad Gallery, Format International Photography Festival (en), Derby.
- 2013 : Retour à quai, exposition Méditerranées, Marseille-Provence (janvier-mai).
- 2013 : Annual Report 1974-2013, Foto/Industria Biennale 01, Bologne, Italie (octobre)

### Conservation
- Art Museum Reykjavik, Islande.
- Arts Council of Great Britain, Londres.
- Birmingham Museum and Art Gallery, Birmingham.
- British Council, Londres.
- City Museum, Braga, Portugal.
- Museum Folkwang, Essen, Allemagne.
- National Portrait Gallery, Londres[9].
- Victoria and Albert Museum de Londres.
- West Midlands Arts.
- Stills Gallery, Édimbourg.

### Publications
- 1978 : Brian Griffin Copyright (auto-publié)
- 1981 : Power (Travelling Light) ; édition en poche en 1984
- 1983 : Y (journal auto-publié, graphisme Barney Bubbles)
- 1983 : Auras (Olympus Gallery)
- 1986 : Open, (auto-publié)
- 1987 : Portraits (auto-publié)
- 1988 : Portraits, seconde édition (auto-publié)
- 1989 : Work (auto-publié)
- 2000 : Film Stills (auto-publié)
- 2005 : Brian Griffin Influences (auto-publié)
- 2006 : The Water People (Island)
- 2006 : Baugur The Movie (Baugur)
- 2007 : Teamphoto (LCR)
- 2012 : Business as Usual (Éditions Bessard)
- 2013 : The Black Kingdom (Dewi Lewis Publishing)
- 2018 : SPUD (Labanque / Gost Books / Filigranes éditions)[10]